# Оренбургские башкиры
Оренбургские башкиры — этническая группа башкир, проживающие на территории Оренбургской области. Являются одним из автохтонных народов региона.

## Общая характеристика
По месту компактного расселения оренбургские башкиры условно подразделяются на башкир Западного и Восточного Оренбуржья. Башкиры Восточного Оренбуржья в основном сформировались из юго-восточных племён — усерган и кыпсак, а Западного Оренбуржья — бурзян, елан, кыпсак, мин, сынрян, табын, тамьян, усерган, юрматы и других.
По антропологическому типу большая часть оренбургских башкир относятся к понтийскому, а часть — к южносибирскому.
Разговорный язык оренбургских башкир относится к южному диалекту башкирского языка. Подразделяется на несколько говоров:
- дёмский говор (юго-западный подговор), распространён в Западном Оренбуржье;
- ик-сакмарский говор, суранский и суранско-иргизские подговоры которого распространены в Западном Оренбуржье, а нижнесакмарский подговор — в Западном Оренбуржье.

Кроме того в ряде населённых пунктов западной части Оренбургской области распространён северо-западный диалект башкирского языка.
По вероисповеданию оренбургские башкиры относятся к мусульманам-суннитам.

## История
Самым ранним упоминанием о башкирах, которые населяли территорию нынешней Оренбургской области, являются сведения арабского путешественника Ибн Фадлана, датируемые X веком нашей эры.
В начале II тысячелетия территория расселения оренбургских башкир достигали верховьев рек Эмба, Орь и Илек.
С XIII века их земли находились под властью Золотой Орды, а с XV века — Ногайской Орды. После присоединения Башкортостана к России, основной части оренбургских башкир были даны жалованные грамоты, согласно которым были определены границы вотчинных земель.
С XVII века территория расселения оренбургских башкир в Восточном Оренбуржье располагаются по нижнему течению реки Сакмара с притоками (Большой Ик, Кураган, Чебакла и другими) и среднему течению реки Урал (Яик), а в Западном Оренбуржье — по верхнему и среднему течению реки Самара с притоками (Большой Уран, Малый Уран, Ток и других).
В XVII—XIX вв. на вотчинных землях оренбургских башкир были заложены новые города и крепости (Орская крепость, Бузулукская крепость и другие), расположенные по Оренбургской пограничной линии. Башкирами Кипчакской волости были основаны следующие населённые пункты: Абубакирово, Ибрагимово; Усерганской волости — Гумерово, Ижбердино, Ишкинино, Карабаево, Култаево, Нарбулатово, Нижнеутягулово, Псянчино, Султанбаево, Узембаево, Юнусово, Янтюрино; Юрматынской волости — Буранчино, Караяр; Бурзянской волости — Байкиево, Габдрафиково, также совместно с башкирами Табынской и Кипчакской волостей — Курпячево и т. д.
В 1744 году их земли вошли в состав Оренбургской губернии, а позже — Бугурусланского, Бузулукского, Оренбургского и Орского уездов.
С введением кантонной системы управления башкиры данных уездов составили IX башкирский кантон.
В 1917 году в Оренбурге проходили Первый (20–27 июля) и Третий
(8–20 декабря) Всебашкирские курултаи (съезды). 15 ноября 1917 года Башкирского областного шуро издал фарман (указ) о провозглашении территориальной автономии Башкурдистана. В 1917—1918 гг. здание Караван-Сарая в Оренбурге являлось резиденцией Правительства Башкурдистана и штабом Башкирского войска.
Согласно Постановлению III Всебашкирского учредительного съезда о «Временных, до окончания применения к жизни основных законов, мерах по осуществлению автономного управления Башкурдистана», территория автономии подразделялась на девять кантонов, в том числе Кипчакский, Ток-Чуранский и Усерганский кантоны, в состав которых вошли земли оренбургских башкир. После административных преобразований, часть территории расселения оренбургских башкир вошла в состав Белебеевского и Зилаирского кантонов Автономной Башкирской Советской Республики. В октябре 1924 года Ток-Чуранская и Имангуловская волости Башкирской АССР были переданы в состав Киргизской АССР, а в марте 1935 года южная часть Зианчуринского района — Оренбургской области.
С 1925 года все земли оренбургских башкир вновь находились в составе Оренбургской губернии, а с 1934 года — Оренбургской области.

## Хозяйство, материальная и духовная культура
Основной хозяйственной деятельностью оренбургских башкир являлось полукочевое скотоводство, сочетавшееся с земледелием, охотой и рыболовством.
В основном разводили лошадей, меньше — овец, коров, коз и верблюдов. Выращивали пшеницу, ячмень, овёс и рожь, а также для нужд ткачества — коноплю и лён. Для возделывания земли использовали деревянную соху, деревянную (металлическую) борону и серп. Молотили ручными жерновами, на водяных мельницах (реже — ветряных) или на току с помощью быков (реже — лошадей) прогоняя их по кругу на разложенных на площадке снопах. Занимались охотой на косуль и лис, ловили рыбу с помощью невода, удочек и морды (от башк. мурҙа).
Кроме этого занимались различными промыслами — добычей илецкой соли, железной и медной руды и другими, домашними ремёслами — кошмоделием, сукноделием, ткачеством, кожевенным делом, вязанием, плетением и другими.
Жилища в основном строили из самана, а в лесостепной части — из сруба. Также встречались сдвоенные дома под одной крышей, соединённые сенями. Традиционный домашний интерьер состоял из чувала или печи, нар с подушками, кошмами и т. д.
Одежда башкир Восточного Оренбуржья входила в юго-восточный комплекс башкирского национального костюма, а Западного Оренбуржья — в самаро-иргизский, включающий в себя элементы юго-восточных и юго-западных комплексов. Верхней одеждой являлись елян, казакин, чекмень, тун, тулуп, бешмет. Головными уборами мужчин были бурек, малахай, а женщин — кашмау, такыя, тастар, пуховый платок, шаль. Носили обувь из кожи (ката, ситек), иногда в сочетании с сукном. Традиционными украшениями являлись нагрудные украшения (селтяр, хакал, тушелдерек и другие), сулпы, браслеты, кольца и другие.
В традиционной кухне оренбургских башкир были мясо-молочные блюда, также использовались злаки, рыба, съедобные корни растений, ягоды и другие. Из напитков были распространены айран, буза, кумыс и другие.
Традиционные народные праздники и обряды в основном проходили в весенне-летний период, в том числе каргатуй, кякук сяйе, майдан, сабантуй и другие. Праздники в семейном кругу были связаны с рождением ребёнка, свадьбой и другими событиями.
Фольклор оренбургских башкир представлен вариантами эпосов «Алпамыша менэн Барсынхылу», «Бузъегет», «Заятуляк и Хыухылу», «Кузыйкурпяс менэн Маянхылу», «Кара-юрга», «Кунгыр-буга», «Тахир менэн Зухра», «Юсуф менэн Зулейха» и другими. Их местные легенды и предания рассказывают о возникновении башкирских родов и племён, населенных пунктов и их названий, основных событиях истории и т. д. Музыкальный фольклор относится к различным жанрам народной музыки, некоторые из которых были связаны с военной службой башкир («Маршрут», «Перовский», «Сырдарья»), со строительством Караван-Сарая и другими событиями в истории народа.
Свидетельством  большого вклада башкир в формирование топонимии Оренбургской области являются многочисленные географические названия, имеющие башкирскую этимологию. Примеры: ложбина Айгырбаткан, речки Куй-Курлуган, Айгыр-Сыскан, гора Айгыр-Бэйлэгэн, пересыхающий ручей Кукбейэ.

## Демография и расселение
| Численность башкир субъекта по годам всесоюзных и всероссийских переписей |        |        |        |        |        |
| 1959                                                                      | 1970   | 1979   | 1989   | 2002   | 2010   |
| 30 126                                                                    | 37 501 | 43 269 | 53 339 | 52 685 | 46 696 |

Согласно данным переписи 2002 года, башкиры Оренбургской области живут в городах Оренбург (5,5 тыс. чел.), Орск (4,3 тыс. чел.), Медногорск (3,5 тыс. чел.), Кувандык (2,9 тыс. чел.), Новотроицк (2,6 тыс. чел.), Гай (2 тыс. чел.) и других, а также в Красногвардейском (6 тыс. чел.), Кувандыкском (5,6 тыс. чел.), Новосергиевском (2,5 тыс. чел.), Гайском (2,5 тыс. чел.), Тюльганском (2,4 тыс. чел.), Александровском (2,1 тыс. чел.), Саракташском (1,8 тыс. чел.), Переволоцком (1,5 тыс. чел.) и других районах.
Согласно переписи 2021 года оренбургские башкиры проживают: в Александровском районе: Александровка, Каяпкулово, Курпячево, Зеленая Роща, Кутучево, Канчирово, Актыново, Исянгильдино, в Красногвардейском районе: Нижнекристалка, Плешаново, Верхнеильясово, Малоюлдашево, Новоюлдашево, Подольск, Красиково, Луговск, Староюлдашево, Пролетарка, Бахтиярово, Карьяпово, Яиково, Пушкинский, Юлты, Токское, Долинск, Нижнеильясово, Среднеильясово, в Новосергиевском районе: Кувай, Мрясово, Кутуш, Караяр, Старогумирово, Новосергиевка, Судьбодаровка, Ахмерово, Новоахмерово, Ясногорский, в Переволоцком районе: Кичкасс, Габдрафиково, Переволоцкий, Претория, Кутлумбетово, в Саракташском районе:  Рыскулово, Сунарчи, Биктимирово, Кабанкино, Среднеаскарово, Саракташ, Тоцкое Второе, в Тюльганском районе: Тюльган, Владимировка, Алабердино, Давлеткулово, в Гайском округе: Гай, Ишкинино, Новониколаевка, Халилово , Нововоронежский, Ижберда, Нарбулатово, Старохалилово, в Кувандыкском округе: Кувандык, Зиянчурино, Башкирское Канчерово, Ибрагимово, Большое Чураево, Новосамарск, Тлявгулово, Куруил, Аскарово, Бурангулово, Второе Юмагузино, Мазово, Новосимбирка, Оноприеновка, Верхненазаргулово, Первомайск, Сара, Ялнаир, Чеботарёво, Бурангулово, в Медногорском округе: Медногорск, Блявтамак, Идельбаево,  Кидрясово, Рысаево, в Новотроицком округе: Новотроицк, Новорудный, а также в Оренбурге, Орске, селе имени 9 Января, Первом Имангулово, Сорочинске, Татарской Каргале, Энергетике.

## Культурные и общественные организации
В Оренбургской области функционируют 15 башкирских национально-культурных общественных объединений, в том числе:
- Подразделение Всемирного конгресса башкир — региональная общественная организация «Курултай башкир Оренбургской области „Караван-Сарай“» и его районные и городские подразделения (штаб-квартира — г. Оренбург, действует с 1989 года);
- Союз башкирской молодёжи оренбургских башкир «Новая волна» (г. Оренбург, с 2002 года);
- Башкирский центр «Ак тирма» (г. Кувандык, с 2007 года).

Также в области работают 77 башкирских творческих коллективов, в том числе и 15 фольклорных. В 2007 году в Оренбурге в культурном комплексе «Национальная деревня» был открыт Дом-музей башкирской культуры, быта и этнографии.
С 1992 года в Оренбургской области выпускается газета «Караван Сарай» («Карауанhарай») на башкирском языке.

## Известные представители оренбургских башкир
- Абдразаков, Амир Габдульманович (1934—2008) — башкирский актёр, сценарист и кинорежиссёр. Заслуженный работник культуры Башкирской АССР (1974) и лауреат Государственной премии имени Салавата Юлаева (2006). Председатель Союза кинематографистов Республики Башкортостан.
- Азнакаева, Раиля Шарафеевна (р. 1952) — певица, народная артистка Башкортостана (1992).
- Амантаев, Габбас Ямалетдинович (1888—?) — деятель Башкирского национального движения, один из лидеров Бурзян-Тангауровского восстания.
- Ахмеров, Хасан Нуриевич (1866—?) — военный деятель, участник Гражданской войны в России и Башкирского национального движения.
- Биишев, Ахмед Альмухаметович (1896—1937) — государственный и общественный деятель, участник и идеолог Башкирского национального движения, один из организаторов Башкирского войска, политсекретарь Башкирского обкома РКП(б), председатель СНК БАССР (1920—1921).
- Бикбаев, Равиль Тухватович (1938-2019) — башкирский поэт, литературовед. Народный поэт Башкортостана, заслуженный деятель науки Республики Башкортостан, заслуженный работник культуры Чувашской Республики.
- Бурангулов, Мухаметша Абдрахманович (1888—1966) — башкирский поэт, драматург, фольклорист.
- Валеев, Масалим Мушарапович (1888—1959) — советский башкирский композитор, дирижёр, скрипач, музыкально-общественный деятель. Заслуженный деятель искусств Башкирской АССР (1940). Первый председатель Союза композиторов Башкирской АССР (1940—1948).
- Габдулла Амантай (1907—1938) — башкирский поэт, литературовед, фольклорист, общественный деятель.
- Даут Юлтый (1893—1938) — башкирский писатель и общественный деятель.
- Ибрагимов, Хабибулла Калимуллович (1894—1959) — советский башкирский композитор, драматург, музыкально-общественный деятель. Заслуженный деятель искусств Башкирской АССР (1951).
- Идельгужин, Карим Абдуллович (1895—1937) — один из идеологов и участник Башкирского национального движения, общественный и государственный деятель.
- Идрисов, Фарит Фатихович (р. 1954) — композитор, народный артист Башкортостана, автор музыки к гимну республики.
- Куватов, Усман Мухаметгалимович (1897—1956) — деятель Башкирского национального движения, член Башкирского Правительства и Башревкома.
- Мрясов, Сагит Губайдуллович (1880—1932) — деятель Башкирского национального движения, член Башкирского Правительства, общественный и государственный деятель, краевед.
- Сагит Агиш (1904—1973) — башкирский писатель.
- Ураксин, Зиннур Газизович (1935—2007) — языковед, писатель, общественный деятель.
- Юсупова, Бедер Ахметовна (1901—1969) — башкирская советская актриса, заслуженная и народная артистка Башкирской АССР, заслуженная артистка РСФСР[13].
- Ягафаров, Аллабирде Нурмухаметович (1886—1922) — один из лидеров Башкирского национального движения, член Башкирского Правительства, комиссар народного просвещения Автономной Башкирской Советской Республики.